# Ван Лоо, Луи Мишель
Луи-Мишель ван Лоо, также Ванлоо (фр. Louis-Michel van Loo; 2 марта 1707, Тулон — 20 марта 1771, Париж) — французский живописец, представитель большой семьи потомственных художников ван Лоо, выходцев из Фландрии. Старший сын известного художника Жана-Батиста ван Лоо. Брат художников Франсуа ван Лоо и Шарля Амедея Филиппа ван Лоо. Один из самых успешных портретистов эпохи французского неоклассицизма.

## Жизнь и творчество
Луи-Мишель ван Лоо был старшим сыном живописца, придворного портретиста эпохи рококо Жана-Батиста ван Лоо. Учился рисовать у отца, в Турине и в Риме. Кроме этого посещал занятия в Королевской академии искусств в Париже, в которой в 1725 году ему была присуждена 1-я премия по живописи за картину «Младенец Моисей сносит корону фараона».
В 1728 году Луи-Мишель, вместе с братом Франсуа, в сопровождении своего дяди Шарля-Андре ван Лоо, приехал в Рим, где познакомился с Франсуа Буше. В 1732 году художник возвратился во Францию. По пути он проезжал через через Турин, где написал портрет семьи герцога Савойского. В Париже ван Лоо был принят в Королевскую академию живописи и скульптуры и с 1735 года преподавал в портретном классе.
В 1737 году ван Лоо был приглашён к королевскому двору в Испанию, в Мадрид, где стал придворным живописцем испанского короля Филиппа V. В Испании ван Лоо также занимался преподавательской деятельностью. Вместе со своим учеником Луисом Мелендесом он принял участие в организации Королевской академии изящных искусств Сан-Фернандо. Академия открылась в 1752 году.
В 1753 году ван Лоо возвратился во Францию, и в Париже также работал при королевском дворе. Он написал несколько парадных портретов короля Людовика XV. В 1765 году Луи-Мишель ван Лоо занял должность своего дяди Шарля-Андре ван Лоо, бывшего директором Королевской школы привилегированных учеников (l’École royale des élèves protégés) .
Луи-Мишель ван Лоо является автором портретов многих знаменитых деятелей культуры эпохи Просвещения — Дени Дидро, Себастьяна Жозе Помбала, М.-Э. Тюрго, Е. Д. Голицыной и многих других.
В санкт-петербургском Эрмитаже хранятся две картины ван Лоо: «Секстет» и «Портрет дамы с птичкой». А. Н. Бенуа, может быть излишне жёстко, вероятно, имея ввиду академическую направленность творчества Луи Мишеля ван Лоо, в своём знаменитом «Путеводителе по Картинной галерее Императорского Эрмитажа» (1910) заявил: «Секстет — глупая, застылая сцена в маскарадных костюмах».

## Галерея

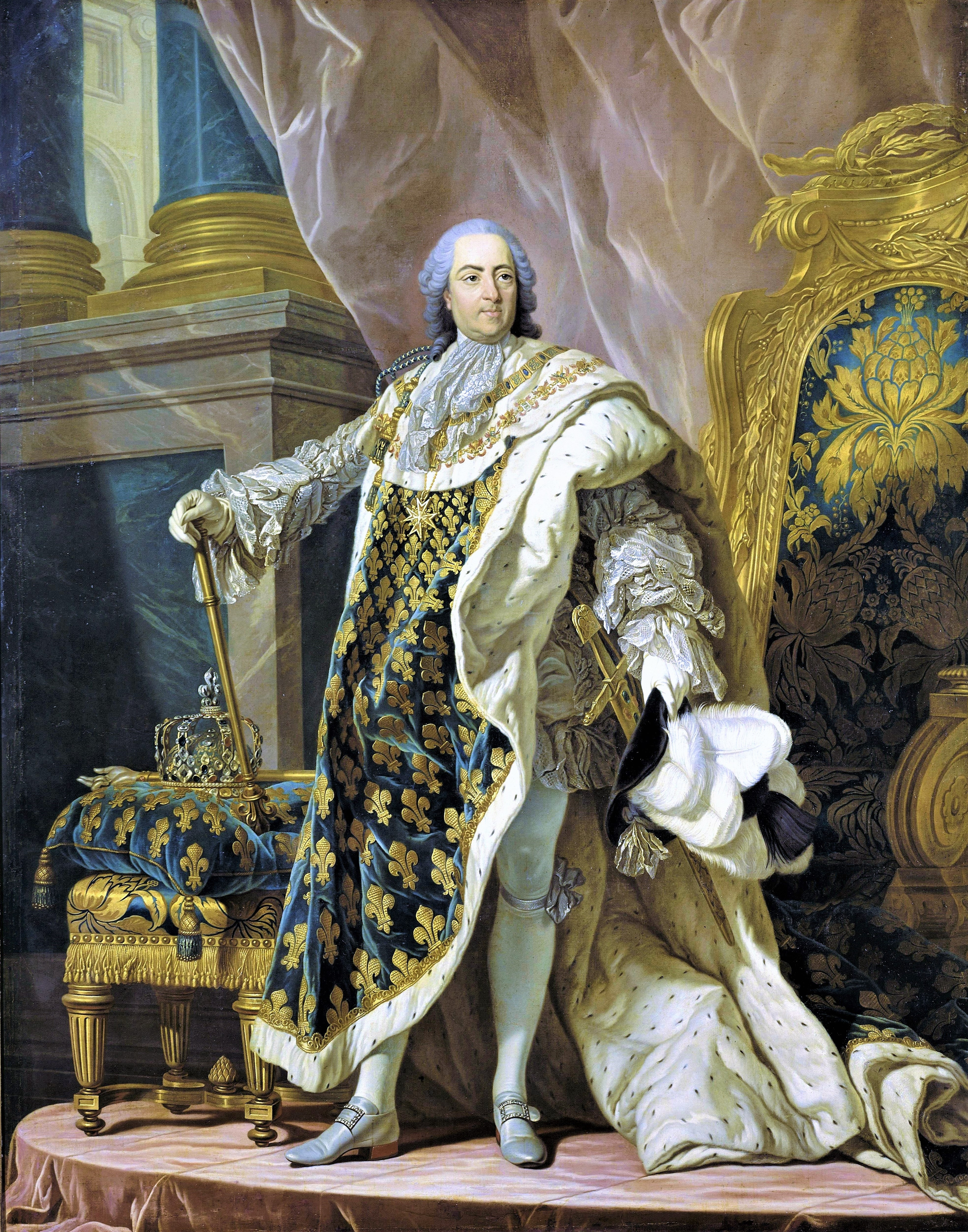
Людовик XV, король Франции. Холст, масло. Версаль
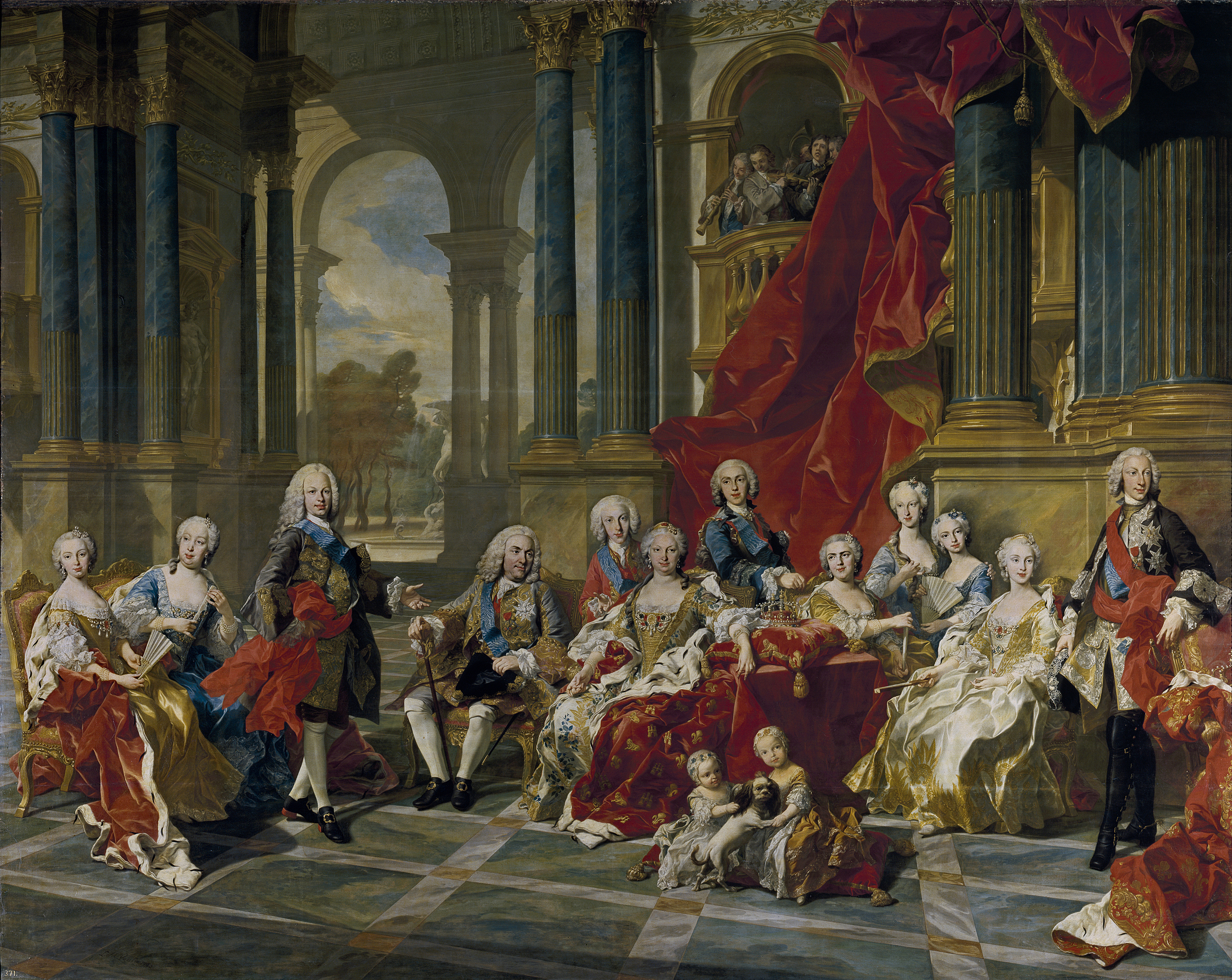
Семья Филиппа V. 1743. Холст, масло. Прадо, Мадрид
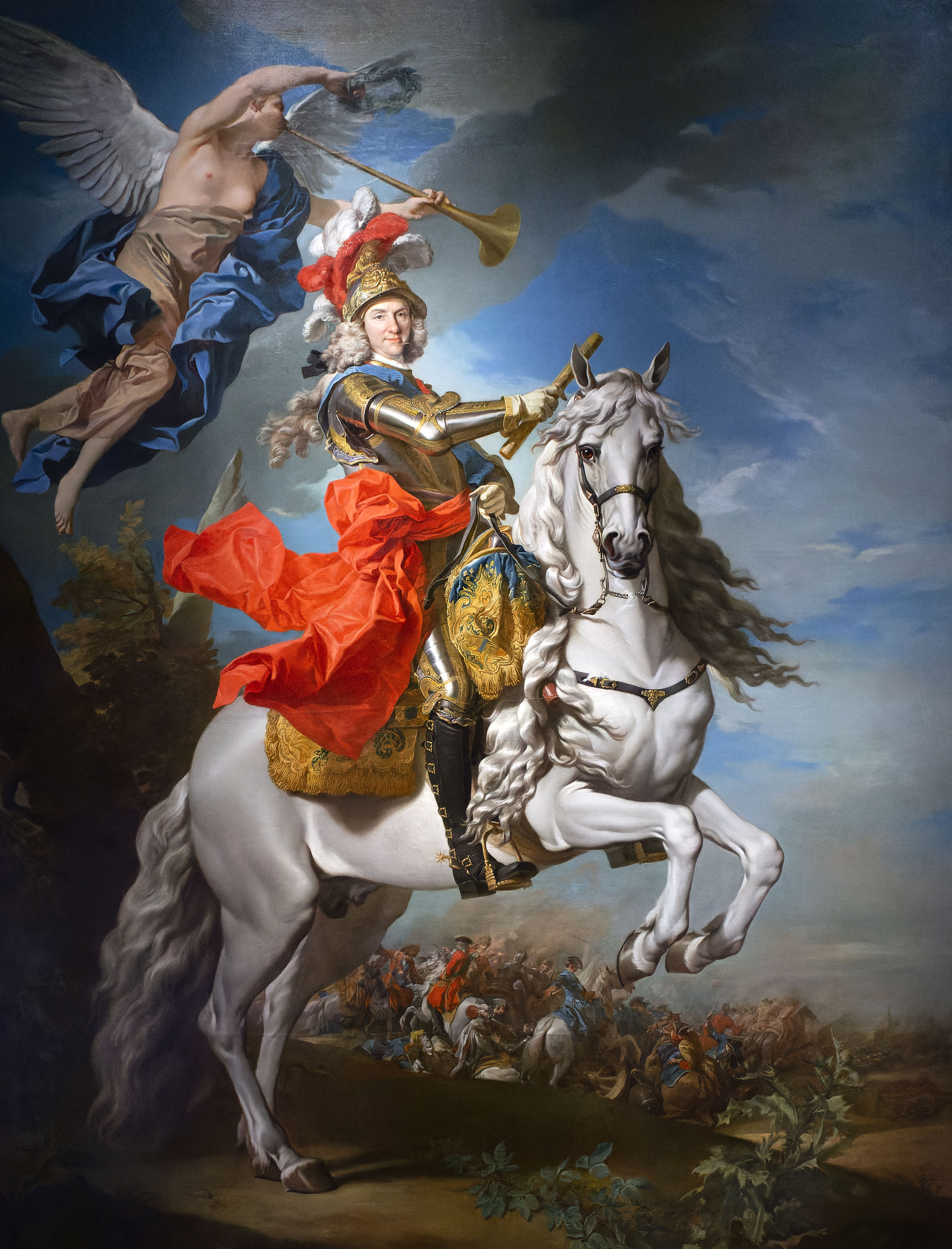
Портрет Филиппа V, короля испанского. 1737. Холст, масло. Королевская коллекция, Мадрид
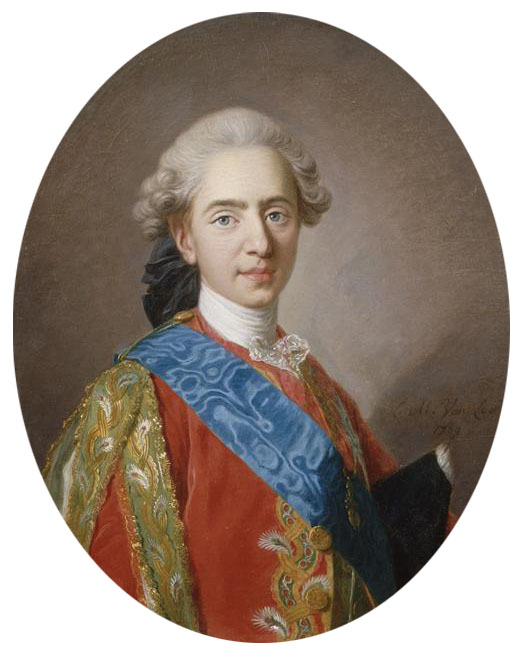
Портрет дофина Франции (будущего Людовика XVI). 1769. Холст, масло. Версаль
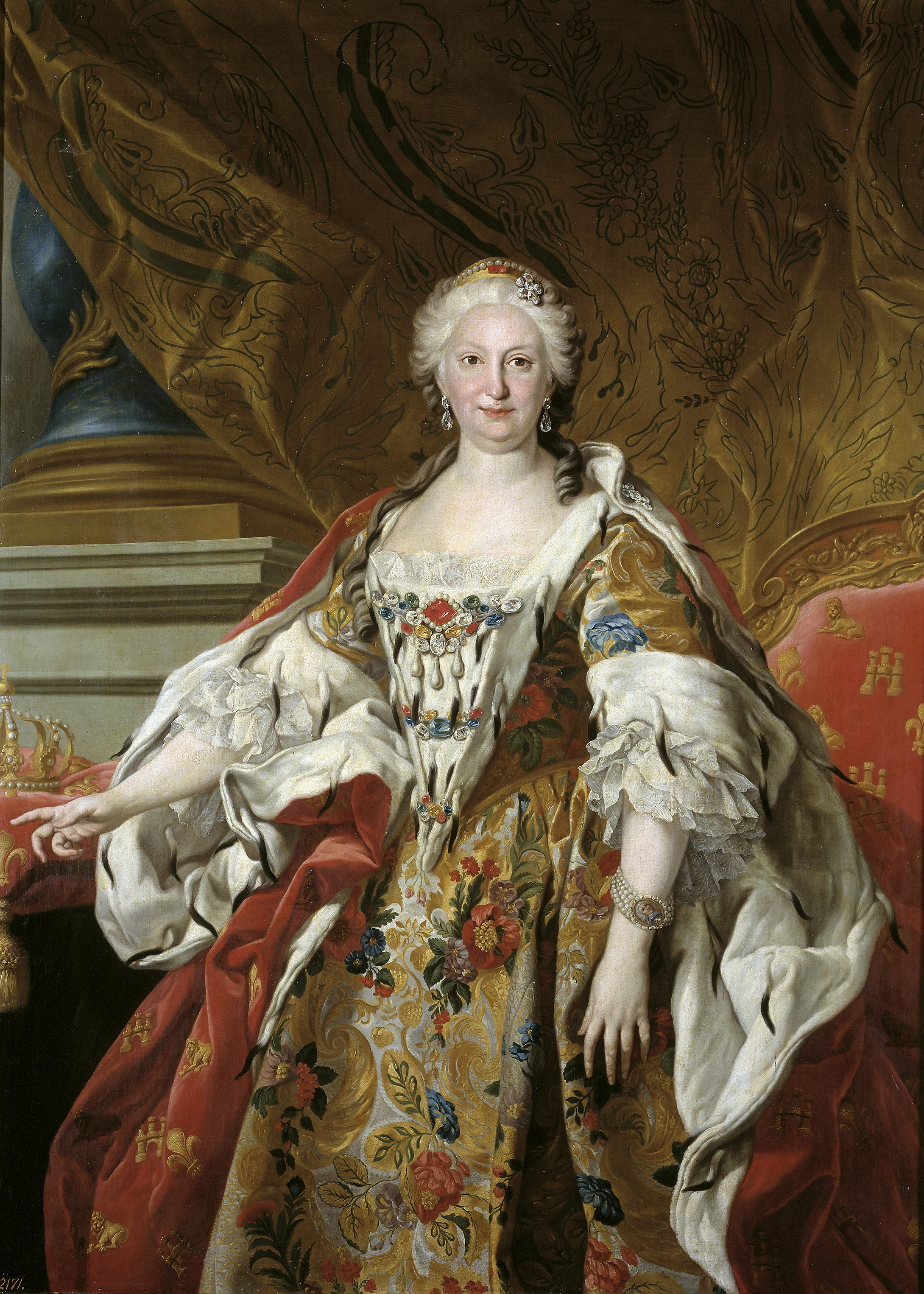
Изабелла Фарнезе. Ок. 1739. Холст, масло. Прадо, Мадрид
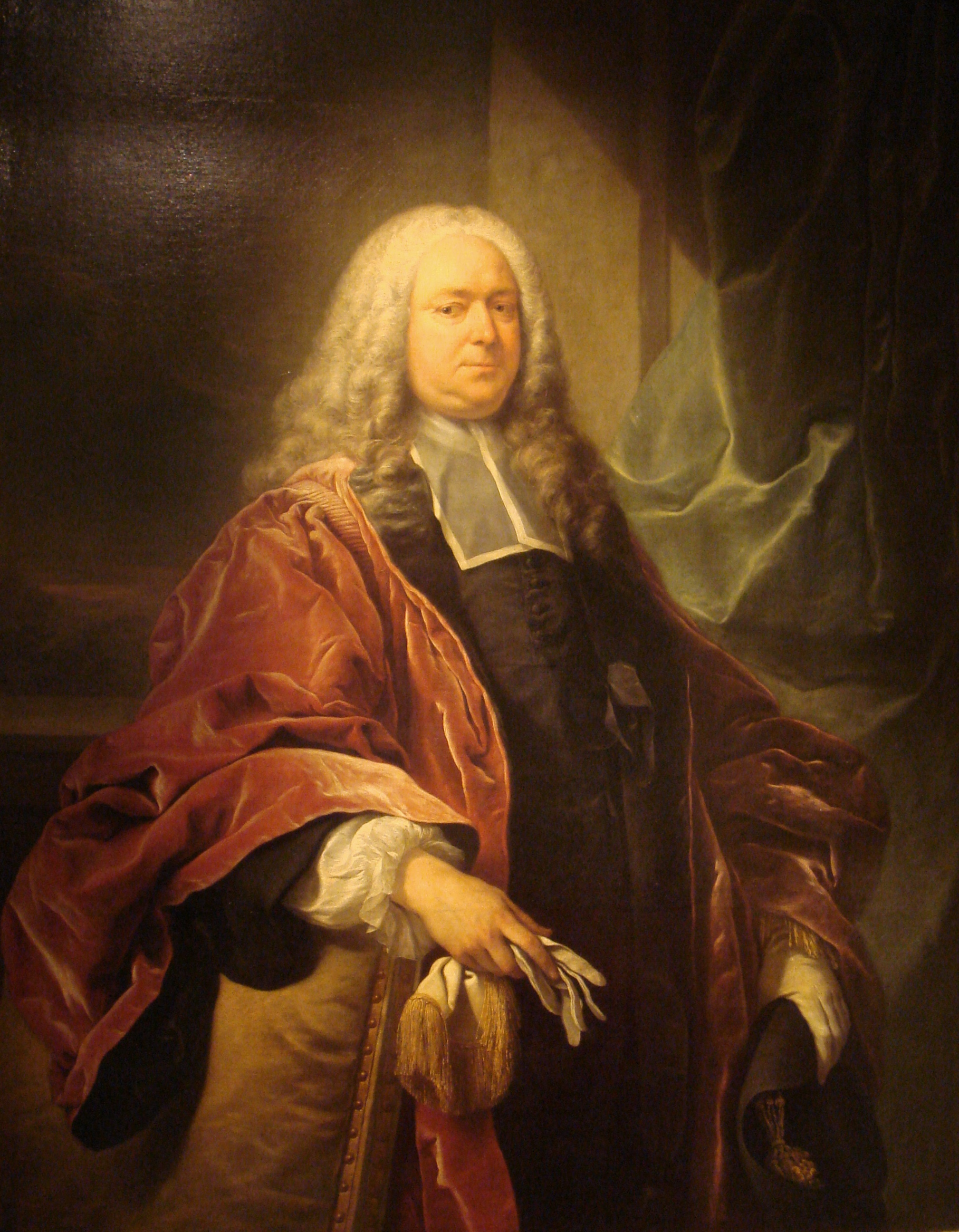
Мишель Этьен Тюрго. 1739. Холст, масло. Музей декоративного искусства, Париж
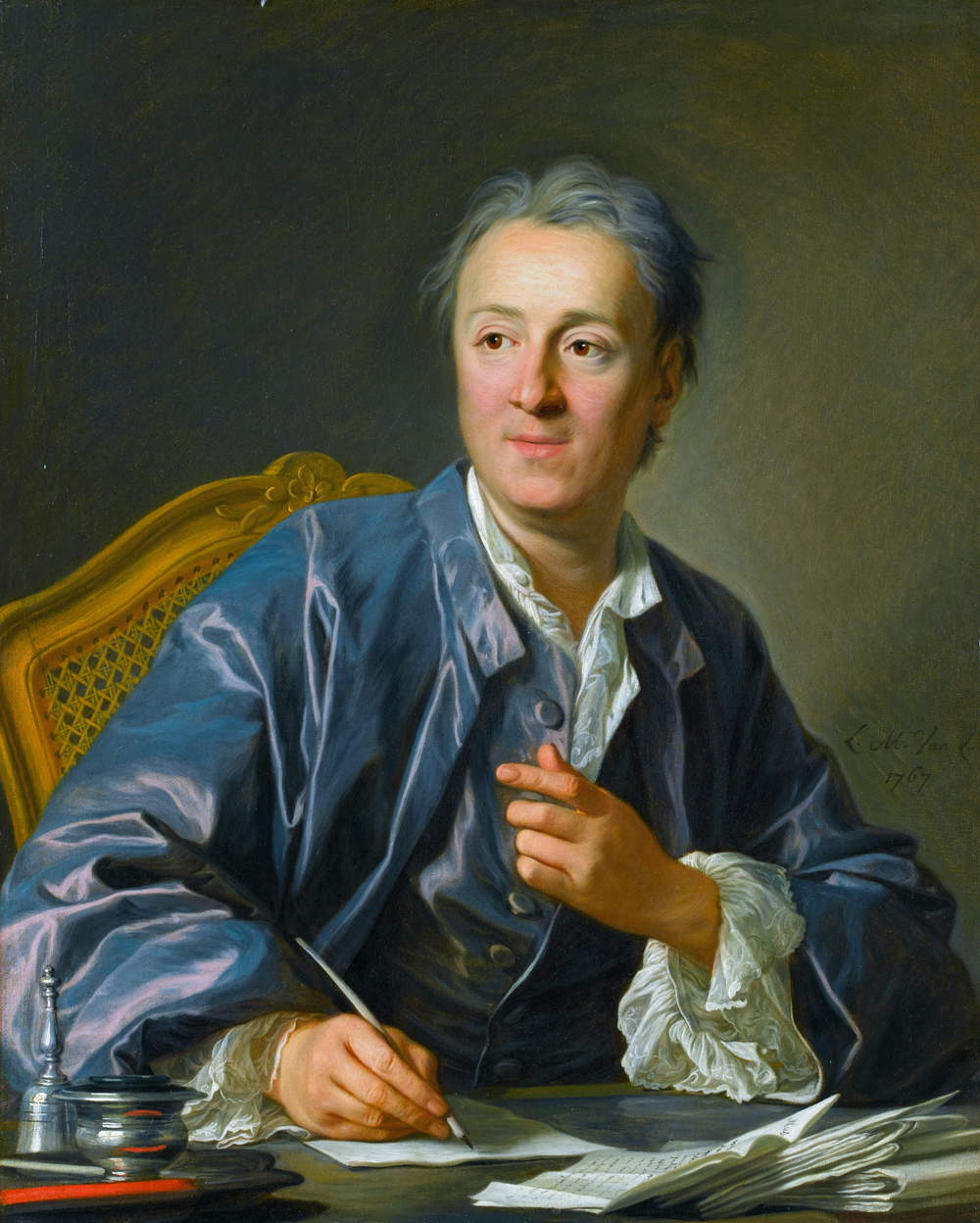
Портрет Дени Дидро. 1767. Холст, масло. Лувр, Париж
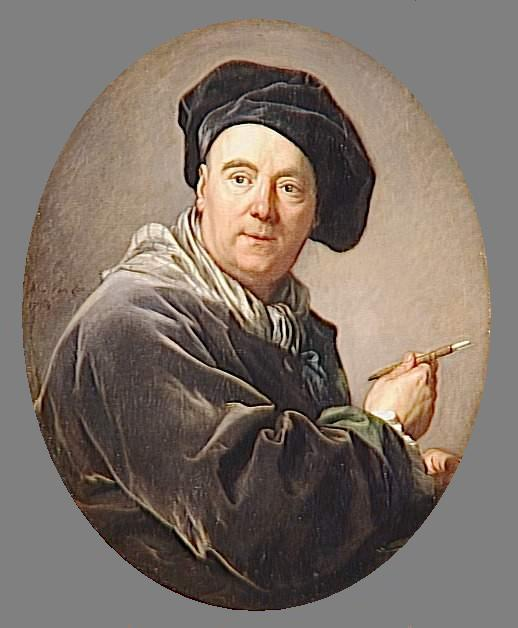
Портрет Шарля Андре ван Лоо. 1764. Холст, масло. Версаль
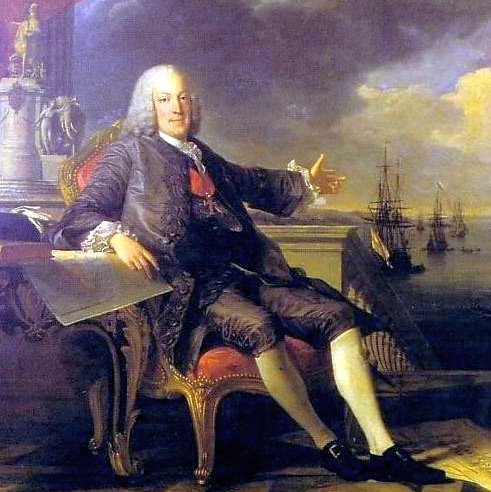
Портрет Себастьяна Жозе Помбала. 1766. Холст, масло. Музей Лиссабона
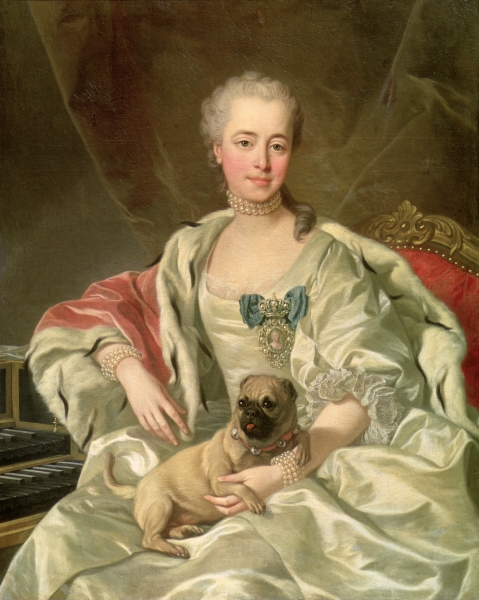
Принцесса Екатерина Дмитриевна Голицына. 1759. Холст, масло. Государственный музей изобразительных искусств имени А. С. Пушкина, Москва
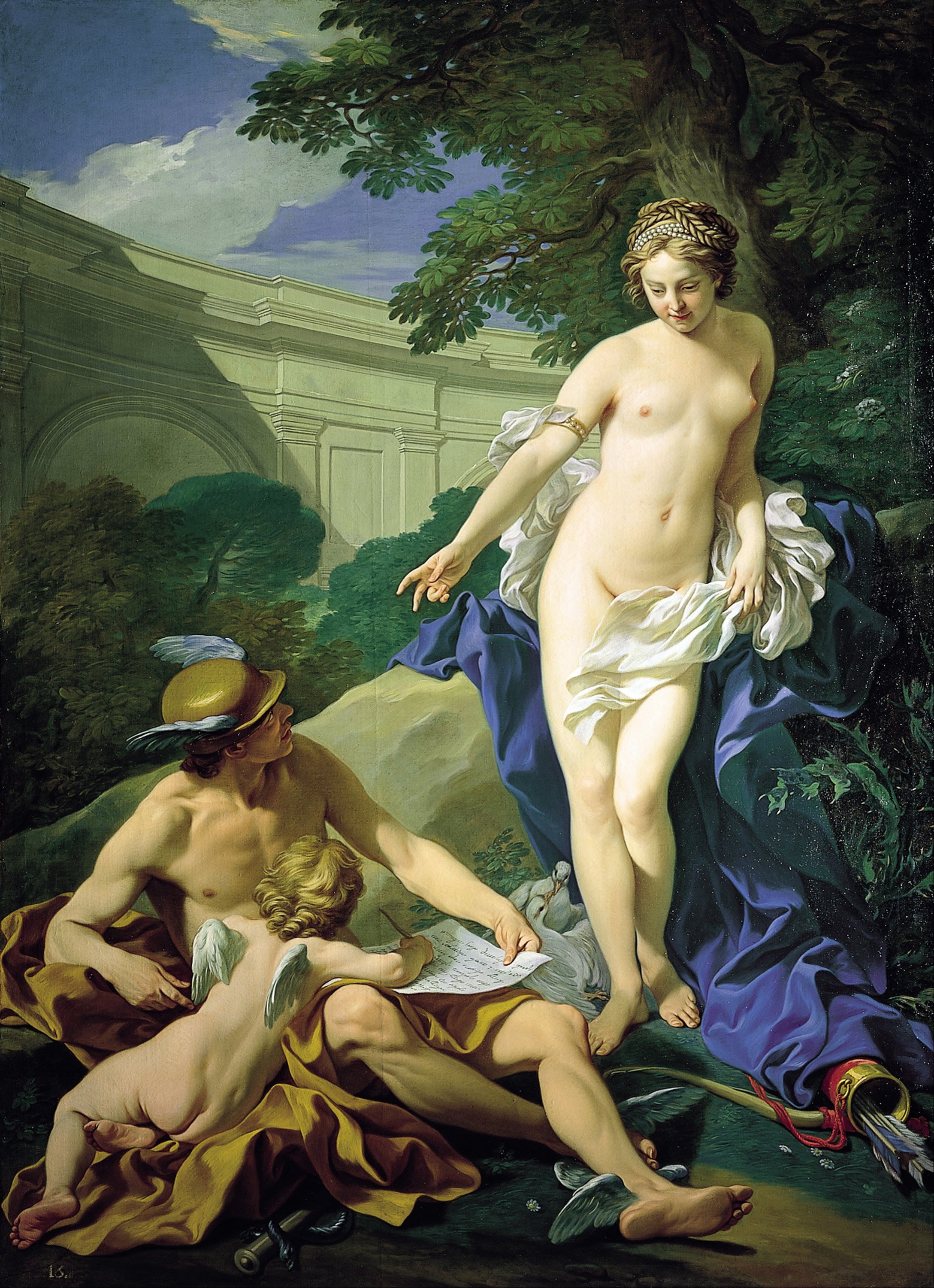
Венера, Меркурий и Амур. 1748. Холст, масло. Королевская академия изящных искусств Сан-Фернандо, Мадрид
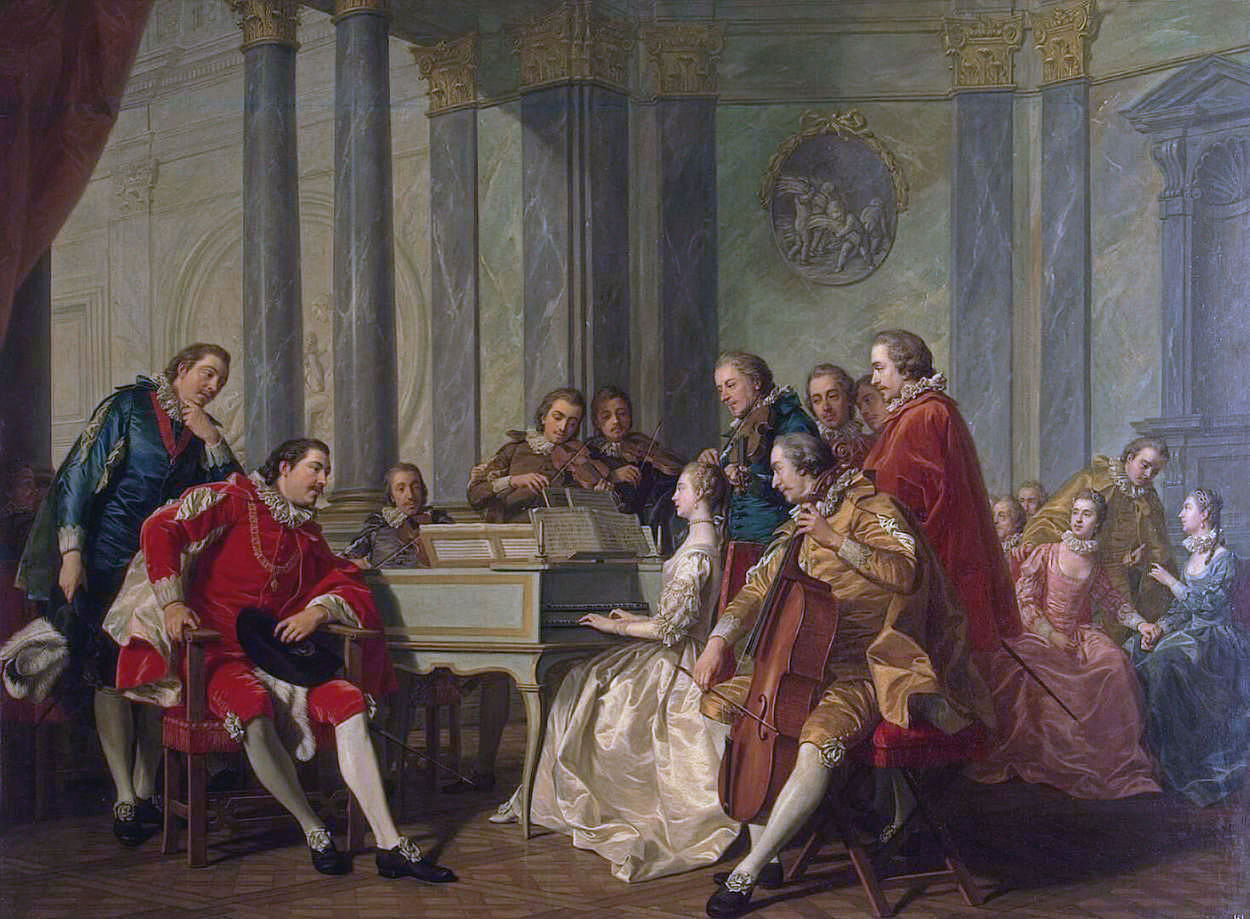
Секстет. 1768. Холст, масло. Государственный Эрмитаж, Санкт-Петербург
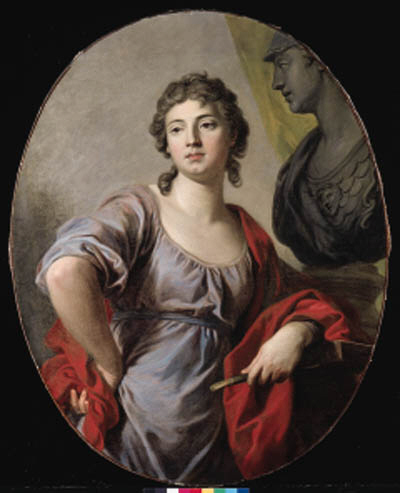
Скульптура. Холст, масло. Частное собрание